# 18809 Meileawertz
18809 Meileawertz este un asteroid din centura principală de asteroizi.

## Descriere
18809 Meileawertz este un asteroid din centura principală de asteroizi. A fost descoperit pe 12 mai 1999 la Socorro, New Mexico, în cadrul proiectului LINEAR. Asteroidul prezintă o orbită caracterizată de o semiaxă mare de 2,40 ua, o excentricitate de 0,12 și o înclinație de 2,2° în raport cu ecliptica.